# 이라클리온 국제공항

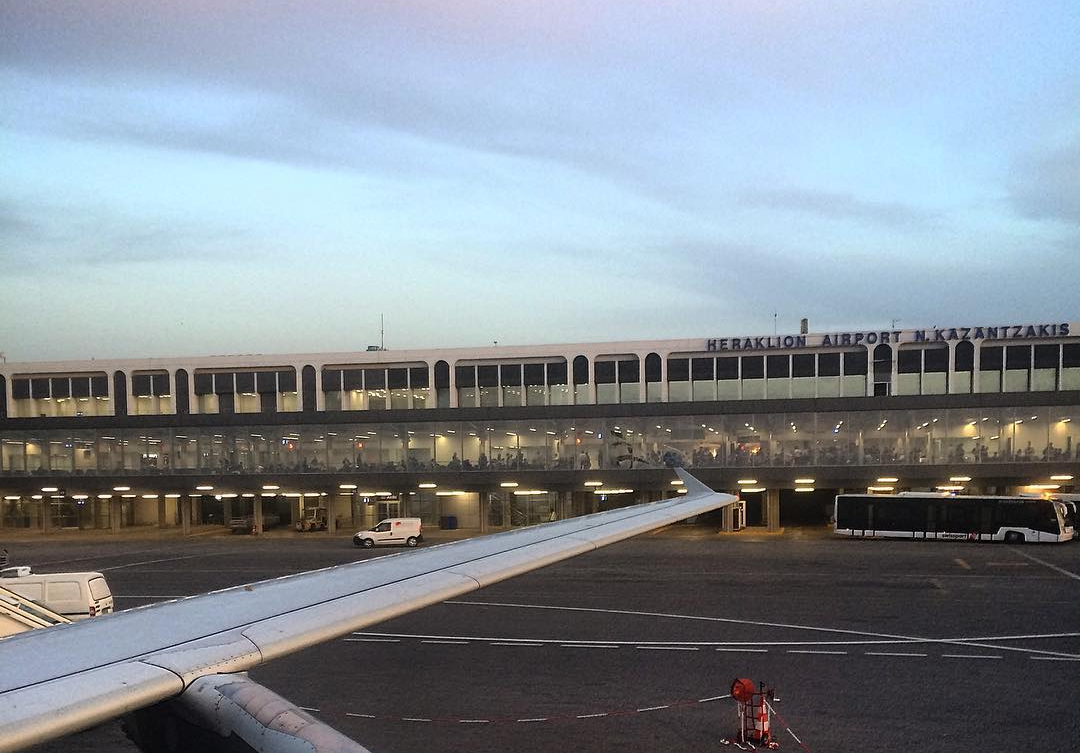

이라클리온 국제공항(Heraklion International Airport, IATA: HER, ICAO: LGIR)은 그리스 크레타섬의 주요 공항이자 그리스에서 아테네 국제공항에 이어 2번째로 분주한 도시이다. 이라클리온의 도시 중심부에서 동쪽으로 대략 5킬로미터 지점에 위치해 있다. 니코스 카잔차키스의 이름을 딴 니코스 카잔차키스 공항이라는 별칭으로도 불린다.
카스텔리시에서 남동쪽으로 39킬로미터 지점에 위치하는 이라클리온의 새 공항은 건설 중이며 2025년 개장 예정이다.